# 김덕지
김덕지(金德摯)는 신라 제56대 경순왕의 왕자이다.

## 개요
김덕지(金德摯)는 신라 경순왕 김부(金傅)의 왕자로 학성 일대를 식읍으로 받고 학성부원군에 봉작되어 울산 김씨의 시조가 되었다. 학성은 울산의 별호이다.
사기에 의하면 935년(경순왕 9) 10월 경순왕이 고려에 신라의 천년 사직을 양국하려 하자 불가함을 극력 간하였으나, 받아들여지지 않아 부인과 자식을 버리고 형 태자와 함께 개골산으로 들어갔다고 한다.
일설에는 화엄종에 귀의하여 승려가 되어 법수사와 해인사에 드나들며 망국의 한을 달랬는데 승명은 범공(梵空)이라 한다.
김덕지는 왕자의 신분으로 부왕 경순왕이 신라의 천년 사직을 고려 태조에게 양국하려 할 때 불가함을 극력 간하는 등 나라가 위기에 처하자 형 태자와 함께 마지막까지 절조를 지켰다는 점에서 높이 평가받고 있다.
14세손 김환(金環)이 고려 시대에 삼중대광 광록대부에 이르고 학성군(鶴城君)에 재봉해짐에 따라, 후손들이 김환을 중시조로 삼고 학성의 별호인 울산을 본관으로 하여 세계를 이어오고 있다.

## 관련 문헌
- 《삼국사기》(1145년 편찬) : 경순왕이 여러 신하들과 고려 태조에게 항복을 논의하는 자리에서, 왕자가 불가함을 힘써 간하였으나 받아들여지지 않자 왕자가 슬피 울며 왕에게 하직하고, 바로 개골산(금강산)에 들어가 바위에 의지하여 집을 삼고 삼베옷을 입고 초식하며 일생을 마쳤다.
- 《삼국유사》(1281년 편찬) : 경순왕이 고려 태조에 항복하자 태자는 울면서 왕을 하직하고 바로 개골산(皆骨山)으로 들어가서 삼베옷을 입고 풀을 먹다가 생애를 마치고, 막내 아들은 머리를 깎고 화엄종(華嚴宗)에 들어가 승려가 되어 이름을 범공(梵空)이라 했는데 그 뒤로 법수사와 해인사에 있었다.[8]
- 《동국여지승람》(1481년 편찬) : 사서에 이름이 전하지 않는 왕자가 있었는데 그도 왕에게 항복하지 말 것을 극력 간하였으나 왕이 듣지 않으매 처자를 버리고 형 태자와 함께 개골산으로 들어갔다.
- 《하서 김인후 가장》(1561년 고암 양자징 근찬) : 시조가 경순왕의 왕자 학성부원군 덕지(德摯)이다.
- 《하서 김인후 행장》(1672년 현석 박세채 근찬) : 시조가 신라의 왕자 학성부원군 덕지(德摯)이다.
- 《하서 김인후 신도비명》(1682년 우암 송시열 근찬) : 시조가 신라 경순왕 김부의 별자(別子. 적정자의 동생) 학성부원군 덕지(德摯)이다.[9]
- 《김씨 분관록》(1887년 대제학 김창희 편찬) : 울산 김씨 시조 김덕지는 경순왕의 왕자로 학성부원군에 봉해졌다.
- 《증보문헌비고》(1908년 칙령 편찬) : 울산 김씨 시조 김덕지는 신라 경순왕의 별자로 학성부원군에 봉해졌다. 막내 아들의 이름은 역사에 전하지 않는데 신라가 망하자 머리를 깎고 중이 되어 승명을 범공이라 하고 해인사에 머물다가 죽었다.[10]
- 《해인사지》: 신라가 망하자 경순왕의 막내아들 김덕지가 중이 되어 법수사에 들어가 이곳 해인사에도 드나들면서 여생을 보냈다.[11]

## 후세 평가
- 나라가 위기에 처하자 마지막까지 절조를 지킨 그의 행동은 조선조에 들어와 유교적 대의 명분론에 비추어 재조명되고 칭찬받았다.
- 《동사찬요》: 왕자가 신라를 고려에 양국 하는 것에 반대하며 개골산에 들어간 것에 대해 "왕자의 의열은 중국 촉한 멸망 시 북지왕 유심(劉諶)과 더불어 일월의 빛을 다툴 만한데, 이름이 동방의 문헌에 매몰되어 전하지 않으니 애석하다."고 하였다.[12]
- 《동사강목》 : “그 왕자가 없었더라면 천년 군자의 나라가 마침내 남의 비웃음이 되었을 것이니 그 간책을 빛나게 한 것이, 어찌 한때 남면하여 임금 노릇한 영광과 비교되겠는가?” 하였다.[13]

## 야사
- 제천 덕주사 마애여래입상 전설: 경순왕의 장녀 덕주 공주(德周公主)는 나라가 망함을 슬퍼해 태자와 함께 개골산으로 은거하러 가던 도중 충청북도 제천시 한수면 송계리 부근에 정착하게 되었고 마애불이 있는 이곳에 절을 세웠으니 공주의 이름을 따 덕주사(德周寺)로 불리게 되었다고 한다. 일설에는 전설의 주인공이 '덕지 왕자'라 한다.
- 김신대(金信臺) 설화: 울산광역시 울주군 청량면 율리에 전해져 오는 설화로, 신라 경순왕이 나라를 고려에 넘겨주자 경순왕의 둘째 아들은 해인사에 들어가 범공이라는 승려가 된 뒤, 만년에 문수산 남쪽 자락 남암산에 들어와 암자를 짓고 살았는데 이 절의 이름이 '김신암'이다. 또 암자 근처에 ‘김신대라는 돈대를 만들어 망국의 한을 달랬는데 지금은 암자의 흔적과 왕자가 사용했다는 석조만 남아 전해져 내려오고 있다.[14][15]
- 동고사 유래: 876년(헌강왕 2)에 도선국사가 전주 지역에 창건한 네 곳의 사찰중 하나로 동쪽에 위치하고 있다 하여 동고사(東固寺)라 칭했다고 한다. 935년 10월 경순왕이 고려 태조에게 항복하려 하자 둘째 아들 덕지(德摯)왕자가 그 불가함을 극력 간(諫)하였으나 뜻을 이루지 못하자 출가하여 범공(梵空)이란 승명으로 나라 잃은 설움을 달래며, 부모 형제 다섯 사람의 모습을 나무로 새겨 이곳에 봉안했다고 하여 ‘김부대왕(金傅大王)절’, ‘진불대왕(眞佛大王)절'이라 했다고도 한다.

## 주요 후손
- 김환 : 고려 삼중대광 광록대부, 학성군, 문숙공
- 김온 : 조선 개국원종공신, 좌명공신, 여산군･흥려군, 양주목사, 장성 학림사 배향.
- 김인후 : 조선의 성리학자, 하서선생, 문정공, 문묘 종사, 장성 필암서원 배향.
- 김기하 : 조선 후기 문신, 각재선생, 우암 송시열 제자, 후릉참봉, 증좌승지, 장성 연호사 배향.
- 김성수 : 호 인촌, 대한민국 제2대 부통령, 고려대학교 · 동아일보 창립.
- 김병로 : 호 가인, 대한민국 초대 대법원장.

## 같이 보기
- 경순왕
- 죽방부인
- 마의태자
- 해인사
- 울산 김씨